# Pauripo insularis
Pauripo insularis är en insektsart som beskrevs av Evans 1934. Pauripo insularis ingår i släktet Pauripo och familjen dvärgstritar. Inga underarter finns listade i Catalogue of Life.